# Marc Toesca
 (janvier 2018).
Si vous disposez d'ouvrages ou d'articles de référence ou si vous connaissez des sites web de qualité traitant du thème abordé ici, merci de compléter l'article en donnant les références utiles à sa vérifiabilité et en les liant à la section « Notes et références ».
Marc Toesca, né le 20 octobre 1955 à Nice, est un animateur de radio et de télévision français.

## Biographie
Il débute la radio sur une radio pirate basée sur la frontière italienne et programme des "nuits rock" de minuit à 5 heures du matin. Les portes de RMC s'ouvrent à lui grâce à un concours d'animateur. Il débute en 1977 sur RMC Côte d'Azur (qui émet en FM). En 1978, on l'entend sur les grandes ondes (GO) avec Disco Club. 
En 1984, il quitte RMC pour Canal+ pour y présenter le Top 50 jusqu'en 1991, émission qu'il débute par la phrase restée célèbre « Salut, les petits clous ! », après avoir reçu du courrier au nom de Marteau Esca. Il réalise ensuite des documentaires, notamment avec la navigatrice Florence Arthaud.
En 1987, il enregistre un 45 tours, Femmes du monde qui n'entrera jamais au Top 50. À la fin des années 90, il anime de façon éphémère un jeu musical sur France 3, et publie chez Michel Lafon / Seghers Le Guide du tube coécrit avec les journalistes de Libération, Philippe Conrath et Remy Kolpa-Kopoul, véritable bible de l'histoire des tubes de 1949 à 1987.
Fan de triathlon et sportif accompli, il participe aux championnats du monde 1984 et 1986.
Au début des années 1990, il rejoint le service public et présente successivement Lumière, le magazine du cinéma, une émission produite par Christophe Dechavanne (1992 sur France 2) puis le jeu quotidien Tout en musique (1995-1996 sur France 3).
Au milieu des années 1990, il crée sur Europe 1 le Top Live une scène ouverte tous les jours de 20h à 22h et dédiée aux musiciens, connus ou non. Gérard de Palmas, Renaud, Patrick Bruel, Stephan Eicher, Foreigner, Suede, Texas, Joe Jackson, Elvis Costello, Zucchero participent, entre autres, à l'émission. À l'occasion de son passage, le groupe Oasis enregistre un EP 4 titres.
En 1996, Marc Toesca retrouve ses montagnes et se consacre à la production d'images de glisse et de sports extrêmes avant de partir en expédition dans l'Himalaya.
Depuis lors, Marc Toesca a créé, à Monaco, Monte Carlo Records, une entreprise de production musicale.
Il est également le parrain d'une communauté de fans des années 80 depuis le 19 juin 2007.
Le 27 octobre 2009, il présente Les 25 ans du Top 50 en compagnie d'Audrey Chauveau sur France 2. Il y reçoit notamment Florent Pagny, Desireless ou encore Émile et Images.
Depuis 2011, il dispense des sessions de formation professionnelle et du coaching pour le cabinet Iris Développement Monaco sur des thèmes comme Media Training, Prise de parole en Public, etc.
Depuis fin 2011, il anime une émission intitulée Génération Toesca sur MFM Radio du lundi au vendredi de 19 h à 20 h (également chaque samedi de 22 h à minuit). Cette émission reprend les plus gros succès musicaux des années 1980 et 1990. En 2012, il présente la tournée Best of RFM Party 80, qui passe par le Palais omnisports de Paris-Bercy le 22 mars[réf. nécessaire].
Il a été conseiller municipal à Isola (Alpes-Maritimes) entre 2008 et 2014.
Depuis septembre 2014, il présente le Top des Tubes sur France Bleu, un rendez-vous consacré au Top 50 qu’il a popularisé dans les années 80, mais aussi à tous les charts, hit parades ou palmarès qui ont fait les beaux jours des programmes des radios du monde entier. L'émission est diffusée du lundi au vendredi, à 19 h 50, sur les 44 radios du réseau France Bleu.
Depuis le 7 septembre 2019, il est chroniqueur dans l'émission d'humour de France 3, Samedi d'en rire, animée par Jean-Luc Lemoine.